# Slovensko na Letních olympijských hrách 2012
Slovensko na Letních olympijských hrách v roce 2012 v Londýně bude reprezentovat 46 sportovců v 11 sportech, největší zastoupení mají vodáci a atleti. Jedná se o nejméně početnou výpravu, jaká kdy Slovensko na letních hrách reprezentovala.
Nejsilnější disciplínou Slováků je tradičně divoká voda. Zlato z Pekingu budou obhajovat Michal Martikán a bratři Peter a Pavol Hochschorner. Do nominace se naopak nevešla kajakářka Elena Kaliská, zlatá z předchozích dvou olympiád. Tu ve vzájemném souboji o jedno postupové místo porazila Jana Dukátová, stříbrná z loňského mistrovství světa.
Nejstarším účastníkem slovenské výpravy je osmatřicetiletý, dvojnásobný bronzový medailista, střelec Jozef Gönci. Při své páté účasti na olympijských hrách byl vybrán jako vlajkonoš pro zahajovací ceremoniál.

## Medailisté
| Medaile | Jméno                                   | Sport             | Soutěž    |
| ------- | --------------------------------------- | ----------------- | --------- |
| Stříbro | Zuzana Rehák Štefečeková                | Sportovní střelba | Trap      |
| Bronz   | Danka Barteková                         | Sportovní střelba | Skeet     |
| Bronz   | Michal Martikán                         | Kanoistika        | Slalom C1 |
| Bronz   | Pavol Hochschorner a Peter Hochschorner | Kanoistika        | Slalom C2 |

## Jednotlivé sporty

### Atletika
Muži
- Hod kladivem
  - Marcel Lomnický
- Chůze
  - Miloš Bátovský – 50 km
  - Anton Kučmín – 20 km
  - Matej Tóth – 50 km
- Skok do výšky
  - Michal Kabelka

Ženy
- Běh
  - Katarína Berešová – maratón
  - Lucia Klocová – 800 m nebo 1500 m
- Hod kladivem
  - Martina Hrašnová
- Chůze
  - Mária Czaková – 20 km
- Skok do dálky
  - Jana Velďáková
- Trojskok
  - Dana Velďáková

### Badminton
Ženy
- Monika Fašungová

### Cyklistika
Muži
- Peter Sagan

### Gymnastika

#### Sportovní gymnastika
Muži
- Samuel Piasecký – bradla, hrazda

Ženy
- Mária Homolová – víceboj

### Judo
Muži
- Milan Randl – do 90 kg

### Kanoistika

#### Kanoistika na divoké vodě

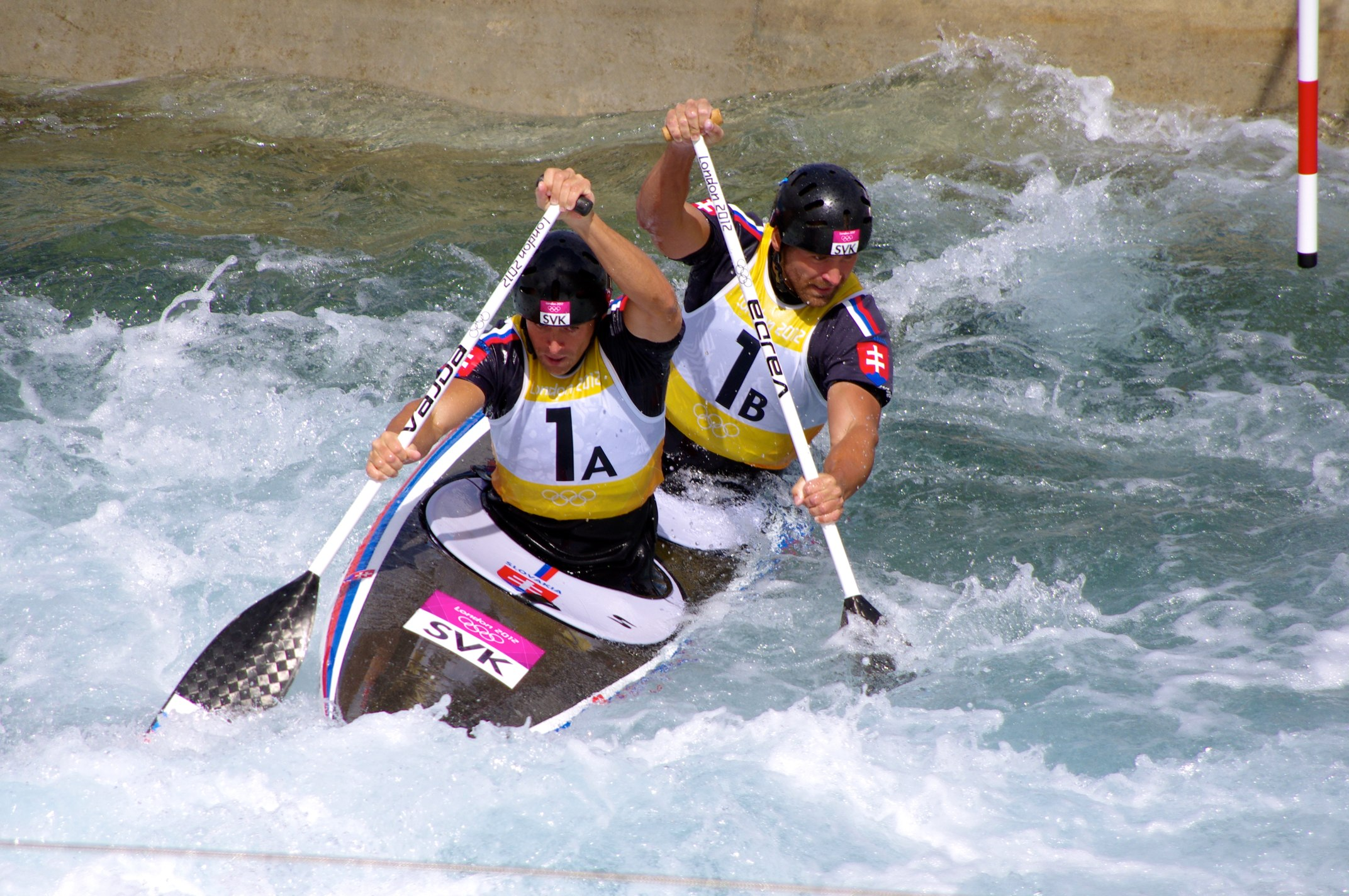
Pavol a Peter Hochschornerové v semifinále C-2

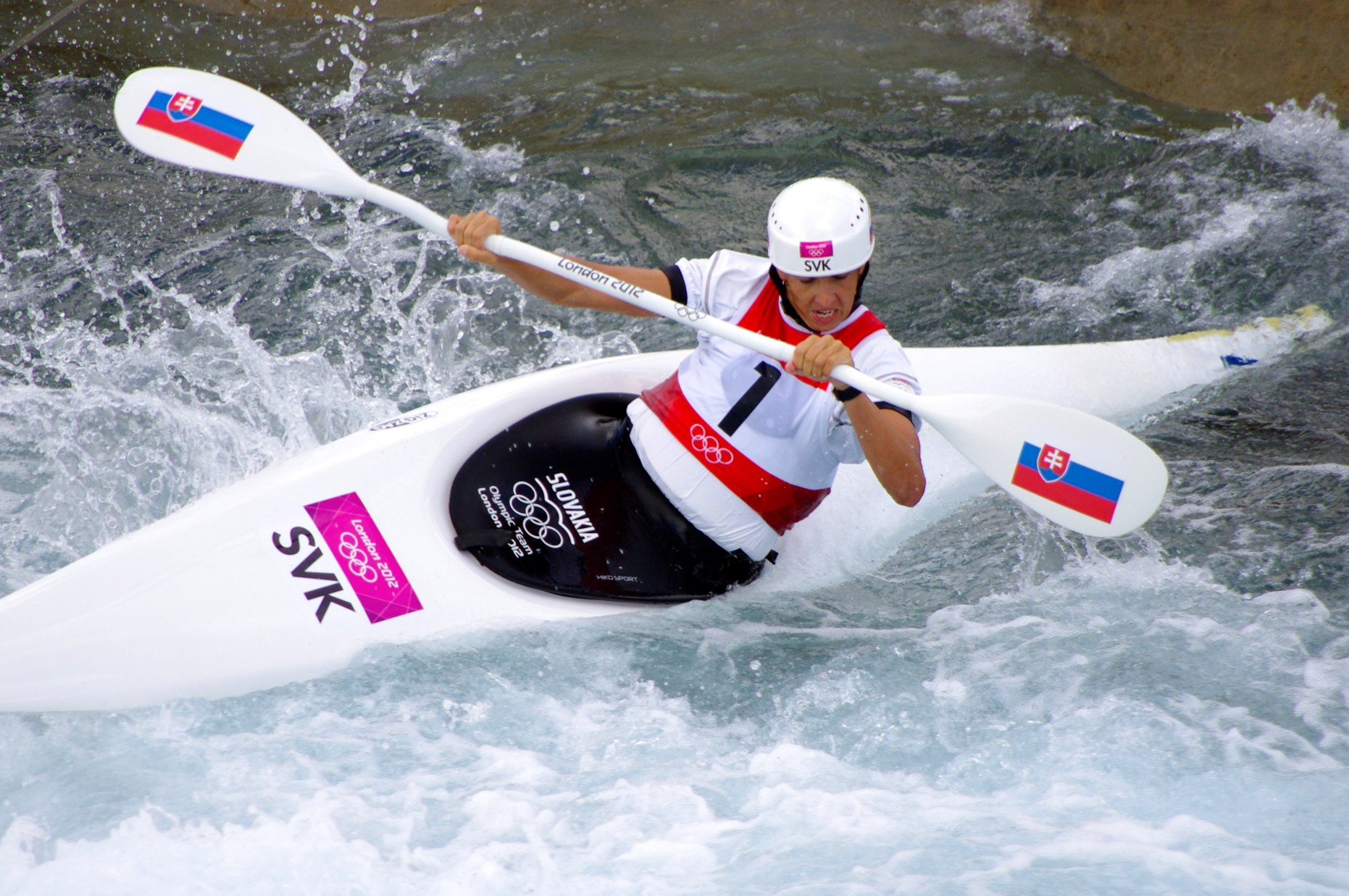
Jana Dukátová v semifinále K-1

Muži
- Pavol Hochschorner – C2
- Peter Hochschorner – C2
- Michal Martikán – C1

Ženy
- Jana Dukátová – K1

#### Rychlostní kanoistika
Muži
- Peter Gelle – K2 1000 m, K4 1000 m
- Ľubomír Hagara – C1 200 m
- Martin Jankovec – K4 1000 m
- Marek Krajčovič – K1 1000 m
- Juraj Tarr – K4 1000 m
- Erik Vlček – K2 1000m, K4 1000m

Ženy
- Ivana Kmeťová – K1 200 m, K2 500 m
- Martina Kohlová – K2 500 m

### Plavání
Muži
- Tomáš Klobučník 200 m prsa

Ženy
- Katarína Filová 100 a 200 m volný způsob
- Katarína Listopadová 200 m polohový závod
- Denisa Smolenová 100 a 200 m motýlek
- Miroslava Syllabová 50 m volný způsob

### Sportovní střelba
Muži
- Jozef Gönci
- Pavol Kopp
- Juraj Tužinský
- Erik Varga

Ženy
- Danka Barteková – skeet
- Daniela Pešková
- Zuzana Rehák Štefečeková

### Tenis
| Sportovec                             | Soutěž         | 64 hráčů v kole                   | 32 hráčů v kole                                | 16 hráčů v kole            | Čtvrtfinále     | Semifinále      | Finále          | Pořadí  |
| Sportovec                             | Soutěž         | Soupeř výsledek                   | Soupeř výsledek                                | Soupeř výsledek            | Soupeř výsledek | Soupeř výsledek | Soupeř výsledek | Pořadí  |
| ------------------------------------- | -------------- | --------------------------------- | ---------------------------------------------- | -------------------------- | --------------- | --------------- | --------------- | ------- |
| Martin Kližan                         | mužská dvouhra | Roddick (USA) · 5–7, 4–6          |                                                |                            |                 |                 |                 | 33.–64. |
| Lukáš Lacko                           | mužská dvouhra | Petzschner (GER) · 6–7(5–7), 1–6  |                                                |                            |                 |                 |                 | 33.–64. |
| Martin Kližan Lukáš Lacko             | mužská čtyřhra |                                   | Tipsarević / · Zimonjić (SRB) · 3–6, 3–6       |                            |                 |                 |                 | 17.–32. |
| Dominika Cibulková                    | ženská dvouhra | Pironkovová (BUL) · 6–7(4–7), 2–6 |                                                |                            |                 |                 |                 | 33.–64. |
| Daniela Hantuchová                    | ženská dvouhra | Li Na (CHN) · 6–2, 3–6, 6–3       | Cornetová (FRA) · 6–3, 6–0                     | Wozniacká (DEN) · 4–6, 2–6 |                 |                 |                 | 9.–16.  |
| Dominika Cibulková Daniela Hantuchová | ženská čtyřhra |                                   | A. Radwańská / · U. Radwańská (POL) · 2–6, 1–6 |                            |                 |                 |                 | 17.–32. |

### Triatlon
Muži
- Richard Varga

### Vzpírání
Muži
- Martin Tešovič – do 105 kg[3]